# Kozaperovica
Kozaperovica falu Horvátországban, Sziszek-Monoszló megyében. Közigazgatásilag Glinához tartozik.

## Fekvése
Sziszek városától légvonalban 29, közúton 49 km-re délnyugatra, községközpontjától légvonalban 13, közúton 14 km-re délkeletre, a Zrinyi-hegység északi lejtőin, az azonos nevű patak mellett, Dragotina, Mali Gradac és Brestik között fekszik.

## Története
A sikeres törökellenes védelmi harcok következtében 1689-re a horvát határ visszatért az Una folyóhoz. Ennek következtében Kozaperica is a környék számos településéhez hasonlóan a 17. század vége felé népesült be a török uralom alatt maradt Boszniából menekült pravoszlávokkal. 1696-ban a szábor a bánt tette meg a Kulpa és az Una közötti határvédő erők parancsnokává, melyet hosszas huzavona után 1704-ben a bécsi udvar is elfogadott. Ezzel létrejött a Báni végvidék (horvátul Banovina), mely katonai határőrvidék része lett. 1745-ben megalakult a Glina központú első báni ezred, melynek fennhatósága alá ez a vidék is tartozott.  1881-ben megszűnt a katonai közigazgatás és Zágráb vármegye Glinai járásának része lett. A falunak 1857-ben 680, 1910-ben 347 lakosa volt. 1918-ban az új szerb-horvát-szlovén állam, majd később Jugoszlávia része lett.
A második világháború idején a település jogilag a Független Horvát Állam része volt, de lakói nagyrészt csatlakoztak a partizánokhoz. 1941 augusztusában a faluba benyomuló usztasák bosszúból mintegy hatvan helybeli férfit hurcoltak el a glinai pravoszláv templomba, ahol az oda összegyűjtött környékbeli szerbekkel együtt meggyilkolták őket. A háború áldozatainak emléktábláját 1960-ban avatták fel. A falu 1991. június 25-én a független Horvátország része lett, de szerb lakói a Krajinai Szerb Köztársasághoz csatlakoztak. A falut 1995. augusztus 8-án a Vihar hadművelettel foglalta vissza a horvát hadsereg. A lakosság elmenekült, de később több, főként idős ember visszatért. A településnek 2011-ben 46 lakosa volt, akik mezőgazdasággal és állattartással foglalkoztak.

## Népesség
| Lakosság változása | Lakosság változása | Lakosság változása | Lakosság változása | Lakosság változása | Lakosság változása | Lakosság változása | Lakosság változása | Lakosság változása | Lakosság változása | Lakosság változása | Lakosság változása | Lakosság változása | Lakosság változása | Lakosság változása | Lakosság változása |
| ------------------ | ------------------ | ------------------ | ------------------ | ------------------ | ------------------ | ------------------ | ------------------ | ------------------ | ------------------ | ------------------ | ------------------ | ------------------ | ------------------ | ------------------ | ------------------ |
| 1857               | 1869               | 1880               | 1890               | 1900               | 1910               | 1921               | 1931               | 1948               | 1953               | 1961               | 1971               | 1981               | 1991               | 2001               | 2011               |
| 680                | 273                | 288                | 336                | 339                | 347                | 357                | 338                | 288                | 267                | 222                | 198                | 169                | 156                | 72                 | 46                 |